# 冨田勲 (薬学者)
冨田 勲（とみた いさお、1932年 - ）は、日本の薬学者（衛生化学）。勲等は瑞宝中綬章。学位は薬学博士（大阪大学・1962年）。静岡県立大学名誉教授、公益社団法人日本食品衛生学会名誉会員、公益社団法人日本ビタミン学会功労会員。「冨」は「富」の異体字のため、富田 勲（とみた いさお）と表記されることもある。
大阪大学助手、アイオワ州立大学博士研究員、ニューヨーク州立大学博士研究員、静岡薬科大学での勤務を経て、静岡県立大学薬学部教授、静岡産業大学国際情報学部教授などを歴任した。

## 概要
富山県出身の薬学者である。衛生化学を専攻しており、緑茶に関する研究などでも知られた。大阪大学、アイオワ州立大学、ニューヨーク州立大学、静岡薬科大学、静岡県立大学、静岡産業大学、などで教鞭を執った。

## 来歴

### 生い立ち
1932年（昭和7年）、富山県富山市にて生まれた。太平洋戦争の戦火の中を生き延び、国が設置・運営する大阪大学の大学院に進学し、薬学研究科にて学んだ。1961年（昭和36年）、大阪大学の大学院における博士課程を終えた。博士論文として「Thiamineのスルホン酸エステルおよび硫酸エステルに関する研究」を執筆し、1962年（昭和37年）11月7日に薬学博士の学位を取得した。

### 薬学者として
母校である大阪大学に採用されることになり、1962年（昭和37年）に助手として着任した。その後、アメリカ合衆国に渡り、アイオワ州立大学の博士研究員を経て、ニューヨーク州立大学で1964年（昭和39年）まで博士研究員を務めた。
帰国後は、静岡県により設置・運営される静岡薬科大学に採用され、1966年（昭和41年）に着任した。薬学部においては教授など要職を務め、衛生化学教室を主宰した。その傍ら、他の教育・研究機関の役職も兼任していた。1981年（昭和56年）から2000年（平成12年）にかけては、静岡英和女学院が設置・運営する静岡英和女学院短期大学にて講師を非常勤で兼任していた。
その後、静岡薬科大学は、静岡女子大学や静岡女子短期大学と統合されることになった。それに伴い、新たに発足した静岡県立大学に異動することになり、1987年（昭和62年）に薬学部の教授に就任した。なお、静岡県立大学の大学院においては、薬学研究科の教授も兼務することになった。1998年（平成10年）3月、静岡県立大学を定年退職した。主宰していた研究室は、出川雅邦に引き継がれることになった。なお、静岡県立大学より名誉教授の称号が贈られている。
その後、第二静岡学園が設置・運営する静岡産業大学に転じ、国際情報学部の教授に就任した。教授を退いてからも、他の教育・研究機関の役職を兼任していた。2010年（平成22年）から2019年にかけては、静岡英和女学院が設置・運営する静岡英和学院大学にて講師を非常勤で兼任していた。また、古巣である静岡産業大学の客員教授も2005年（平成17年）まで兼任していた。そのほか、日本老化制御研究所では顧問も兼任していた。同様に、茶柱文学賞実行委員会においても顧問を務めていた。2022年（令和4年）4月29日、教育研究功労により、瑞宝中綬章が授与された。

## 研究
専門は薬学であり、特に衛生化学といった分野の研究に従事した。これまでの業績に対して、日本食品衛生学会より名誉会員の称号が授与されている。また、日本ビタミン学会より功労会員の称号が授与されている。また、2016年（平成28年）6月17日には、日本ビタミン学会より功績者として顕彰された。研究成果は学術誌や専門書として発表していた。緑茶に関する書籍も多く著しており、日本茶業中央会会長などを歴任した榛村純一との著作も多い。
学術団体としては、茶学術研究会、世界緑茶協会、日本食品衛生学会、日本茶業技術協会、日本ビタミン学会、などの団体に所属していた。茶学術研究会では会長を務め、日本食品衛生学会でも1999年度（平成11年度）より会長を2年間務めた。世界緑茶協会や日本茶業技術協会では理事を務めた。1999年（平成11年）6月の日本ビタミン学会の大会では委員長を務めた。

## 人物
氏名
本名は「冨田」であり、2022年（令和4年）春の叙勲者名簿にもそのように記載されているが、「冨」は「富」の異体字のため「富田」と表記されることもあった。
叙勲
2022年（令和4年）春に瑞宝中綬章を受章した際には、かつて非常勤で講師を務めた静岡英和学院大学より「栄誉ある受章を謹んでお慶び申し上げます」とのコメントが同年5月10日に発表された。名誉教授を務める静岡県立大学においては、『静岡新聞』の「冨田勲・名誉教授が瑞宝中綬章を受章」と題する記事を紹介するとともに、同年11月4日に「令和4年春の叙勲（教育研究功労）では、冨田勲名誉教授が受章されています」とのコメントを発表した。

## 家族・親族
- 冨田多嘉子（妻）[4][18]

## 門下生
- 三浦進司[19]

## 略歴
- 1932年 - 富山県富山市にて誕生[1]。
- 1961年 - 大阪大学大学院薬学研究科博士課程修了[1]。
- 1962年 - 大阪大学助手[1]。
- 1981年 - 静岡英和女学院短期大学講師[4]。
- 1987年 - 静岡県立大学薬学部教授[1][4]。
- 1987年 - 静岡県立大学大学院薬学研究科教授[1][4]。
- 1998年 - 静岡県立大学定年退職[1]。
- 1999年 - 日本ビタミン学会大会委員長[14]。
- 2010年 - 静岡英和学院大学講師[4]。

## 賞歴
- 2016年 - 日本ビタミン学会功績者[10][20]。

## 栄典
- 2022年 - 瑞宝中綬章[4][5][6]。

## 著作

### 共著
- 日本ビタミン学会編『ビタミン学の進歩』2集、日本ビタミン学会、1960年。全国書誌番号:52002956
- 村松敬一郎編『茶の科学』朝倉書店、1991年。ISBN 4254430310
- 村松敬一郎ほか編著『そろそろお茶の時間』ぎょうせい、1992年。ISBN 4324032467
- 二木鋭雄・吉川敏一・大澤俊彦編『成人病予防食品の開発』シーエムシー、1998年。ISBN 4882312107
- 日本茶業中央会監修『緑茶の事典』柴田書店、2000年。ISBN 4388352179
- 伊奈和夫ほか編著『茶の化学成分と機能』限定版、弘学出版、2002年。ISBN 4874921728
- 日本茶業中央会監修『緑茶の事典』新訂版、柴田書店、2002年。ISBN 4388353108
- 日本茶検定委員会監修、日本茶インストラクター協会企画・編集『日本茶のすべてがわかる本――日本茶検定公式テキスト』日本茶インストラクター協会、2008年。ISBN 978-4-540-08187-3

### 編纂
- 衛藤英男ほか編集『茶の機能』新版、農山漁村文化協会、2013年。ISBN 978-4-540-13100-4

### 監修
- 斉藤由美著『紅茶セラピー――世界で愛される自然の万能薬』ワニブックス、2019年。ISBN 978-4-8470-9839-0

### 註釈
1. ↑  大阪大学は、2004年に国から国立大学法人大阪大学に移管された。
2. ↑  薬学博士の学位は、1991年7月1日以降の博士（薬学）の学位に相当する。
3. ↑  静岡薬科大学は、静岡女子大学、静岡女子短期大学と統合され、1987年に静岡県立大学が設置された。
4. 1 2  学校法人静岡英和女学院は、2016年に学校法人静岡英和学院に改組された。
5. ↑  静岡英和女学院短期大学は、2002年に静岡英和学院大学短期大学部に改組された。
6. ↑  学校法人第二静岡学園は、2011年に学校法人新静岡学園に改組された。

## 関連人物
- 榛村純一
- 出川雅邦
- 吉川敏一